# 香港民主建國聯盟
香港民主建國聯盟（簡稱「建國聯」），香港本土主義政治組織，於2024年在台灣成立。2025年7月，該組織的四名成員被香港警務處國家安全處逮捕，罪名是涉嫌違反《香港國安法》第二十二條「顛覆國家政權」罪。

## 歷史
香港民主建國聯盟於2024年11月在台灣成立，由因違反《香港國安法》入獄的社運人士姜嘉偉率領，成立目標是派出8人參選袁弓夷牽頭的「香港議會」。
建國聯主張香港民主自決、頒布香港憲法、制定象徵性國旗國歌，並公開推動香港獨立理念。2025年2月，該組織在台灣舉行網上記者會，部分成員在會上宣誓“終結共產黨”，“解放香港”。7月1日，香港回歸紀念日，該組織公佈《五大訴求，缺一不可憲法框架》，並舉行抗議活動，活動期間播放《願榮光歸香港》，踐踏國旗及區旗，又升起黑紫荊旗。
2025年7月9日，香港警務處國家安全處拘捕四名年齡介乎15至47歲的中國籍男子，四人分別在建國聯擔任秘書長、評議會會員和普通會員。警方通過被捕人士的電子設備掌握其在港動向，包括設計「臨時國旗國歌」、聯絡外部勢力、籌辦軍事訓練等。另外還檢獲「港獨、疆獨、粵獨及藏獨旗幟、一份《催促美國制訂香港政治犯救援計劃建議書》，以及大量《蘋果日報》，其中三名被捕人士被控串謀分裂國家罪。
警方表示建國聯透過加密社交應用程式和社交媒體指揮在港成員，雙方亦經常開會交換意見。警方拘捕行動過後，三名代表建國聯參加香港議會選舉的候選人透過社交媒體發文，稱四人是因為通訊記錄外洩被捕，批評黨內長期使用未加密的聊天工具及公開群組。隨後，三名候選人與黨主席歐永康宣佈退黨。

## 註解
1. ↑  亦作